# Zampost
Zambia Postal Services Corporation, alias Zampost, est l’opérateur public responsable du service postal en Zambie. 

## Réglementation
La Zampost est une entreprise autonome qui est entièrement détenue par le gouvernement. Elle est créée par la loi du Parlement n° 24 de 1994 et est dotée de la personnalité morale.
La société est dirigée par un directeur général des postes qui relève d'un conseil d'administration qui, à son tour est responsable devant le ministre responsable des services postaux. 

## Activités
La Société a le mandat d'opérer :
- services nationaux et internationaux de courrier postal et par colis;
- services financiers;
- services d'agence pour le compte du gouvernement et d'autres institutions;
- tout autre service dans la définition générale du service postal.